# انتبهوا أيها الازواج (فلم)
انتبهوا أيها الزواج هو فيلم مصري من إنتاج عام 1990.

## قصة الفيلم
تدور أحداث العمل حول الدكتور محمود والذي يكرس حياته لعمله وينشغل عن زوجته منى التي تضطر لقضاء معظم وقتها مع أصدقائها، وتتغيب عن المنزل، ليساور الشك محمود في سلوك زوجته فيكلف رجب لمراقبتها، وتتصاعد الأحداث.

## بطولة
- بوسي
- سعيد صالح
- هشام عبدالحميد
- فؤاد خليل
- محمد عبدالمعطي
- نادية عزت
- خديجة محمود
- صلاح يحيى
- مصطفى المعاون
- محمد أبو حشيش
- حسن توتالة
- سمير رستم
- أحمد أبو عبية
- مصطفى البرعي
- حلمي عبدالوهاب
- هيام طعمة
- ولاء مطر
- إيناس جوهر